# サッカーフランス代表
サッカーフランス代表（サッカーフランスだいひょう、フランス語:Équipe de France de football）は、フランスサッカー連盟（FFF）によって編成されるフランスのサッカーのナショナルチーム。愛称はレ・ブルー（Les bleus - ｢青｣の複数形）、ル・コック（Le coq - ｢雄鶏｣の意）。

## 概要
FIFAワールドカップ優勝経験のある8チームのうちの1つであり、UEFA欧州選手権ではスペインの4回、ドイツの3回に次いで、イタリアと並んで2回の優勝を経験している。UEFAネーションズリーグでも第二回大会で優勝を果たしている。
FIFAランキングで首位に立った経験を持つ8チームのうちの1つでもある。イタリアに対してライバル意識が強く、国際大会で数々の名勝負を繰り広げている。

## 歴史

### 初期
初めての国際試合は、1904年5月1日にベルギーのブリュッセルで開催されたベルギーとの試合で、3-3の引き分けであった。ベルギーとは1917年の第一次世界大戦の終戦以降、その同盟を記念して長らく定期戦が実施されていた関係の深い間柄である。
FIFAワールドカップへは、生みの親とも言える功労者ジュール・リメが当時FIFA会長だったこともあってヨーロッパのナショナルチームとしては珍しく第1回大会から出場している。記念すべきワールドカップ初ゴールを決めたのもリュシアン・ローランであった。
最初に世界に名を轟かせたのは1958年スウェーデン大会である。アルベール・バトー率いるチームには「ナポレオン」の異名を取ったレイモン・コパが居り、彼のパスを受けたFWジュスト・フォンテーヌはゴールを量産し、大会中2度のハットトリックを含む13得点という記録を残して大会得点王に輝いた。このフォンテーヌの記録は後に西ドイツのゲルト・ミュラー、ブラジルのロナウド、ドイツのミロスラフ・クローゼによって破られるが、彼らの記録は2～3大会分を通算しての得点数であるため、1大会で達成した記録としては現在でも誰にも破られていない。準決勝でブラジルに敗れたものの、西ドイツを破って3位に入る健闘を見せた。

### プラティニの時代
レイモン・コパに続いて「将軍」「ナポレオン」と呼ばれたミシェル・プラティニを中心にして、1978-1986年までワールドカップに3回連続して出場した時期が第2の黄金期である。アラン・ジレス、ジャン・ティガナ、ベルナール・ジャンジニ、ルイス・フェルナンデスらと組んだ中盤がシャンパンの泡が弾けるように軽やかにパスを繋げる流麗なサッカーは、シャンパン・フットボールと呼ばれて賞賛された。
1984年自国開催の欧州選手権にて初めての国際タイトルを獲得した。この大会ではプラティニが得点王になるほどの大活躍を見せ、選手としての全盛期であった（1998年大会でのユニフォームはこの年のデザインを踏襲したものである）。しかしワールドカップでは1982年スペイン大会、1986年メキシコ大会と共に準決勝で西ドイツに敗れた。
1982年の西ドイツ戦は1-1のまま延長へ突入し、前半マリユス・トレゾール、アラン・ジレスのゴールによる2点のリードで勝負あったかに見えたが、延長前半終了間際にカール＝ハインツ・ルンメニゲの、延長後半にクラウス・フィッシャーのゴールで3-3の同点に追いつかれ、ワールドカップ史上初となるPK戦の末に敗れた。更に延長後半にパトリック・バチストンがハラルト・シューマッハーとの激突事故で重傷を負ったことも悲劇性を高めた。しかし、この1982年の準決勝・西ドイツ戦は1986年の準々決勝・ブラジル戦と並んでワールドカップ史上に残る試合として評価され、具体例に挙げられることも多い。

### 暗黒時代
プラティニ、ジレスらが代表を退いた後は、ルイス・フェルナンデス、若手のジャン・ピエール・パパンらが中心となっていたが、ワールドカップ出場も2回連続で逃した。1990年イタリア大会のヨーロッパ地区予選ではホームゲームに3勝1分けと無敗ながらもアウェイでユーゴスラビアとスコットランドに敗れた上に格下のノルウェー、キプロスと引き分けてしまうなど2敗2分けに終り1勝も出来なかったのが響いて敗退。特に全8試合でキプロスにとっての唯一の勝点を献上しており、結果的にはそこで勝利していれば出場権を獲得していた。
EURO1992はパパン、エリック・カントナ、ローラン・ブランらを擁して2大会ぶりに本大会に出場し、優勝候補との呼び声も高かったが、この大会で優勝することになるデンマークに敗れグループステージ敗退。1994年アメリカ大会のヨーロッパ地区予選でも前評判は高かったが、勝てば突破確定となるホームのイスラエル戦で敗北、続く引き分け以上で突破となる最終戦、パルク・デ・プランスでのブルガリア戦に終了間際の得点で敗れ、土壇場で出場権を逃した。この試合は日本ではパリの悲劇と呼ばれている。そして、紆余曲折を経たフランスは新しい時代を迎えることとなる。

### ジダンの登場
1998年のワールドカップに出場したチームからは、見た目で分かる変化を遂げている。それまでのフランス代表は白人主体のチーム構成であったが、アフリカや、カリブ海などのフランスの国外、若しくは旧植民地からの移民、若しくはその子孫の選手が増えたのである。
地元開催の前回大会となる1994年アメリカ大会の出場を逃すと、フランスは辞任したジェラール・ウリエのアシスタントだったエメ・ジャケを代表監督の座に据えた。ジャケはそれまでの伝統的な白人主体のチーム構成に、アフリカやカリブからの移民、その子孫を入れ始めた。その象徴が、ジャケ率いるフランス代表の中心選手となったアルジェリア系ベルベル人の子ジネディーヌ・ジダンである。
フランス代表にはそれ以前に移民やその子孫が存在していなかったわけではなかった。レイモン・コパはポーランド系移民で、プラティニもイタリア系の移民であった。マリユス・トレゾールやバシール・ボリなど黒人選手もいた。しかしこの目に見えるフランス代表の変質はフランスの国粋主義者によって罵倒されることになった。この代表格である極右政党国民戦線のリーダージャン＝マリー・ル・ペンは「ラ・マルセイエーズを歌えない者にフランス代表が務まるか」と発言して物議を醸した。またジャケのもとには彼等を代表から外すようにとの脅迫が舞い込んだ。
ジャケはFWの得点力不足や選手選考など、様々な批判を浴びながら自国開催の1998 FIFAワールドカップに臨んだ。しかしジダンを中心とした豪華な中盤と、安定した守備を武器に順当に勝ち進んだ。グループステージを3連勝で突破し、ノックアウトステージ1回戦ではパラグアイの堅い守備に苦しみながらもローラン・ブランのゴールデンゴールで1-0で勝利。準々決勝で最大の敵イタリアとの死闘をPK戦の末に制すると、準決勝ではクロアチアをリリアン・テュラムの2ゴールで破った。そして1998年7月12日、スタッド・ドゥ・フランスでの決勝はジダンのヘディングによる2ゴールと終了間際のエマニュエル・プティのゴールで前回王者ブラジルに3-0で勝利し、様々なルーツを持つ選手たちが集まったフランス代表は自国開催で優勝という責務を果たした。試合後シャンゼリゼ通りはトリコロールで埋め尽くされ、凱旋門には国民の英雄となったジダンの顔が映し出されるなど熱狂の渦と化した。こうして様々な批判をかわしたフランスワールドカップ以降ジダンを初めとするフランス代表の移民の子孫たちは、フランス社会における移民の成功者、代弁者として扱われるようになった。2002年日韓大会直前のフランス大統領選挙でのル・ペンの躍進に際してジダンが政治的なメッセージを発したことにも関連する。

### 黄金期とその終焉
1998年ワールドカップの優勝後、ジャケのアシスタントのロジェ・ルメールが就任。UEFA欧州選手権2000の予選は苦戦の連続で、最終戦で引き分け以下なら本大会出場を逃していたが、敗退が確定していたアイスランドとのホームゲームを一時は2点リードを追いつかれながら71分の決勝ゴールで3-2で勝利し突破を果たした。ベルギーとオランダで行われた本大会に臨む前に日本とハッサン2世杯で戦いPK戦(延長戦は行わず)で辛くも勝利するなど、世界王者でありながら下馬評はそこまで高くなかった。しかしグループステージ初戦のデンマーク戦で圧倒的な強さをいきなり見せつけ、第2戦ではEURO1996準決勝でPK戦の末に敗れたチェコに雪辱を果たし第3戦を残して早くもグループステージ突破を決めた。準々決勝ではスペインと対戦し、2-1で勝利。準決勝のポルトガル戦では延長戦でアベル・シャビエルのハンドから得たPKをジダンが決めた。決勝は好敵手イタリア相手に苦しんだが、リードされ迎えた終了間際、シルヴァン・ヴィルトールのゴールで追いつき、延長戦でダビド・トレゼゲのゴールデンゴールで劇的な勝利を飾り、プラティニを擁した1984年大会以来2度目の欧州王者に輝いた。この大会のチームは1998年と比べてティエリ・アンリを筆頭として攻撃陣が成長し、バランスのよいチームに仕上がっていた。またジダンは大会を通じて素晴らしいパフォーマンスを披露しMVPに輝いた。
この欧州選手権の優勝により、フランス代表は黄金期を迎えた。デシャンとブランという大黒柱は代表引退したが、翌2001年3月には日本をスタッド・ドゥ・フランスにて5-0で破った。2001-2002シーズンにアンリがプレミアリーグ、トレゼゲがセリエA、ジブリル・シセがリーグ・アンで得点王に輝くなど98年大会よりも攻撃陣が充実しており、2002 FIFAワールドカップの優勝候補筆頭に挙げられていた。
しかし本大会直前の韓国との親善試合でジダンが負傷すると、ジダンを欠いた初戦でワールドカップ初出場のセネガル戦を0-1で落としてしまう。続くウルグアイ戦でアンリの退場で数的不利となってしまい、スコアレスドロー。グループステージ突破には2点差以上での勝利が必要条件となったデンマーク戦では、ジダンがテーピングを巻いて強行出場。しかしこの試合でも決定機を決められず、ジダンも精彩を欠き0-2で敗れ、1得点も挙げられないまま3戦2敗1分けでグループステージ敗退に終わった。前回優勝チームが1勝及び1得点も挙げられなかったのは史上初であり、1次ラウンド敗退も1966年のイングランド大会におけるブラジル以来であった。また優勝経験国が無得点に終わる初のチームであり、2024年現在でもこの事例が唯一である。要因として挙げられるのは極東の気候を考慮して本大会開幕がシーズン終了後間もない5月31日だったこと、選手の固定化、ジダン不在の影響が大きかったことなどがあげられる。さらにはグループステージ3試合すべてで、シュートがポストやクロスバーに当たる不運な場面があった。
ワールドカップ後、新監督にジャック・サンティニが就任した。UEFA欧州選手権2004予選では8戦全勝で突破を果たし、地元開催のFIFAコンフェデレーションズカップ2003で同大会の連覇を果たした。再び優勝候補、前回王者として臨んだUEFA欧州選手権2004ポルトガル大会では最初のイングランド戦で終了間際のジダンの2得点によって逆転勝ちしたが、クロアチア戦、スイス戦でも苦戦した。調子の上がらないまま準々決勝でこの大会で優勝したギリシャに0-1で敗れ、大番狂わせを演じられてしまった。
大会後ジダンら主力選手が代表引退を表明。すると新監督レイモン・ドメネクの不可解な選手選考をはじめとした一貫性のないチーム作りなどでチームは迷走。2006 FIFAワールドカップ・ヨーロッパ予選突破を危ぶまれたが、ジダンやリリアン・テュラム、クロード・マケレレといった選手が代表に復帰すると安定し、本大会出場を決めた。ジダンが大会終了後の現役引退を表明して臨んだドイツワールドカップではグループステージでスイス、韓国に引き分けるなど苦戦したものの、ジダンを出場停止で欠いたトーゴ戦に2-0で勝利し、グループ2位で突破した。ノックアウトステージではジダンの華道を飾ろうとチームもまとまり、1回戦でスペインに3-1で逆転勝利。準々決勝でこの大会優勝候補筆頭のブラジルを破り、準決勝でも1-0でポルトガルに勝利した。決勝ではPK戦の末にイタリアに敗れたが、結果よりもジダンの退場が世界中の関心事になってしまった。しかし自身最後の大舞台において、大会MVPに選ばれるパフォーマンスでチームを決勝まで導いたことはフランス代表におけるジダンの影響力の大きさと依存度が示されたといえるだろう。黄金世代が最後の輝きを見せたドイツ大会だが、代表選手の平均年齢は30歳で大会最年長であった。大会最大の発見ともいわれたフランク・リベリーの活躍などの明るい材料もあったが、ジダンの抜ける後のチームをどうするかという問題の解決は大会後に委ねられることになった。

### ドメネク体制下の混乱期
続投したドメネクはテュラムとマケレレを引き続き招集した。UEFA EURO 2008予選では最初にグルジアに勝利、更に2006年ワールドカップ決勝でPK戦の末敗れたイタリアにも勝利し、幸先の良いスタートを切った。2007年10月17日にはアンリの2得点でリトアニアを撃破。この得点でアンリはミシェル・プラティニの持つ代表最多得点記録を更新した。フランスはこの予選B組をイタリアに続く2位で終了。本大会ではまたもイタリアと同組、さらにオランダ・ルーマニアがいるという「死のグループ」に割振られた。フランスはバイエルン・ミュンヘンにおいてブンデスリーガMVPを受賞するなど中心選手に成長したリベリーを中心として、アンリ、テュラムやマケレレといったベテランとサミル・ナスリやカリム・ベンゼマなど準レギュラーとして定着した期待の若手を織り交ぜたチームでスイス、オーストリアで行われる本大会に臨んだ。しかし、初戦のルーマニア戦を0-0で引き分けると続くオランダ戦では1968年以降、公式戦における最悪のスコアとなる1-4で敗戦。3戦目のイタリア戦では早い時間帯でのアビダルの退場（PKを献上）、その直後のリベリーの左足首の負傷退場（全治2か月）などの不運も重なり、0-2で敗戦。結果グループリーグで大会を去った。テュラムとマケレレは改めて代表引退を表明した。レイモン・ドメネク監督は采配や偏った選手選考を激しく批判されたが、フランスサッカー協会は「クラブ・フランス2010の監視下に置く」という条件付で監督続行を支持。
南アフリカワールドカップに向けた強化策として、かつてのワールドチャンピオンであったアラン・ボゴシアンをドメネクのスタッフに迎え入れた。2010 FIFAワールドカップ・ヨーロッパ予選でフランスはルーマニア、セルビア、リトアニア、フェロー諸島、オーストリアで構成される第7グループに振り分けられた。ここではリベリーに加え、ヨアン・グルキュフやウーゴ・ロリスらの若手を起用、ニコラ・アネルカも代表に定着し個々の能力は世界屈指と言われながらまたも苦戦し何度もドメネクの解任騒動が飛び出た。結局セルビアに続く2位で予選を終了。この結果、本戦出場に向けてプレーオフを戦わなければならなくなる。抽選の結果11月に行われるプレーオフではアイルランドと対戦し、アウェーでの第1戦は1-0で勝利するもののホームで行われた第2戦では大苦戦。先制点を決められ合計1-1で延長戦に突入した。その延長戦でアンリのアシストからギャラスが得点し本大会出場を決めたが、アンリのトラップが明らかなハンドであったことからアイルランド側が再試合を求めるなど、多くの物議を醸した。
2010年3月、本大会に向けホームのスタッド・ドゥ・フランスで行われたスペインとの親善試合では試合中に「ドメネク解任」コールや大ブーイングが起こるほどの醜態で完敗。監督の求心力低下に加え、リベリーやシドニー・ゴブーらの淫行疑惑、チーム内の人間関係悪化、一体感の無さなどが指摘され、プレー以前の問題を抱えたまま南アフリカ入りすることとなる。本大会グループリーグではA組の開催国の南アフリカ、メキシコ、ウルグアイと比較的恵まれた割り振りとされていたにもかかわらず、精彩を欠いた内容で初戦のウルグアイ戦を0-0で引き分けるとメキシコに0-2で完敗。また、この試合のハーフタイム中に怒りが頂点に達したアネルカが監督に暴言を吐いたとして強制帰国を命じられ、代表を追放される。その後アネルカは代表を引退した。これに反発した選手達がサッカー連盟への抗議として練習をボイコットする前代未聞の事件が起こってしまう。練習を求めるフィットネスコーチと主将のエヴラが大喧嘩、ドメネクが間に入って止めようとするもコーチは「誰のせいでこうなったんだ！」と激昂してグラウンドを立ち去り、チームディレクターが責任を取る形で辞任。騒動の収拾の為、ニコラ・サルコジ大統領が介入する事態にまで発展するスキャンダルとなった。チームは崩壊状態となりグループリーグ最終戦の南アフリカにも敗れ、2敗1分で勝点・得点共に1に終わり、グループリーグ最下位で敗退。ドメネクは特に2008年以降常に厳しい批判を浴びせられ、観客動員数が減るなど史上最も国民に嫌われた代表監督であった。ついにはワールドカップでチームを空中分解させ、フランス代表の権威は失墜してしまった。大会後、ティエリ・アンリが代表引退を発表した。
南アフリカW杯前、すでにフランスサッカー連盟（FFF）はローラン・ブランを後任として招聘することを発表していた。まずブランは南アフリカ大会に選出された代表選手23名を初めのうちはメンバー入りさせない事を発表した。新生フランス代表は2010年8月11日にノルウェーとの親善試合で再出発するが、この試合は1-2で敗れた。同年9月にはUEFA EURO 2012予選に突入。最終的にはベラルーシ、ボスニア・ヘルツェゴビナ、ルーマニア、ルクセンブルク、アルバニアとの予選を1位通過した。親善試合を含め21戦無敗でポーランドとウクライナで行われたUEFA EURO 2012に臨んだ。初戦でイングランドに引き分け、開催国ウクライナに勝利し、記録を23戦無敗とした。しかし第3戦ですでに敗退が決まっていたスウェーデンに敗れ、一部選手と監督との口論が問題になった。辛うじて準々決勝に進出したがスペインに完敗し、ワールドカップ、EUROを通して公式大会で初めてスペインに敗れた。イングランド戦後にはナスリが記者に暴言を吐くなどの問題もあり、後味の悪い大会となってしまった。ブラン監督は大会後に退任し、後任にはフランス代表黄金期のキャプテンであり、オリンピック・マルセイユの監督を退任したばかりのディディエ・デシャンが就任した。

### デシャン監督時代
| ロリス (C) パヴァール ヴァラン ユムティティ リュカ ポグバ カンテ マテュイディ エムバペ グリーズマン ジルー |
| 2018 FIFAワールドカップ・決勝のスタメン                                                                    |

初陣となった2012年8月のウルグアイとの親善試合はスコアレスドローで終えた。9月の2014FIFAワールドカップ欧州予選でフィンランド、ベラルーシを下し2連勝。最初の正念場となった10月アウェーでのスペイン戦には終了間際のオリヴィエ・ジルーのゴールでなんとか引き分けに持ち込んだ。
2013年に入り、デシャンは3月のグルジア、スペインとの2連戦に向けて若手のポール・ポグバとラファエル・ヴァランを招集。2人をスタメンに抜擢した2試合でグルジアには勝利したものの、スタッド・ドゥ・フランスで行われたスペインとの天王山に0-1で敗北。その後もウルグアイ、ブラジル、ベルギーとの親善試合、アウェーでのグルジアとのW杯予選で5試合連続無得点となるなどチームは下降線を辿っていった。その後ベラルーシとフィンランドには勝利したが結局2大会連続でプレーオフに回った。プレーオフではウクライナと対戦することになったが敵地での第1戦に2-0で敗北。過去第1戦で完封負けを喫したチームが逆転した例がないことやあまりに低調な内容から、フランスのメディアや国民は悲観的な見方が多かった。しかし11月19日（日本時間20日早朝）に行われた第2戦ではスタッド・ドゥ・フランスに詰めかけた大観衆の後押しを受け、試合序盤から積極的な試合運びを見せた。そして前半のうちにサコーとベンゼマのゴールでトータルスコアをタイに戻すことに成功した。後半27分にもフランク・リベリーのシュート性のクロスからサコーが3点目を決め、フランスが2戦合計3-2の逆転劇で2014 FIFAワールドカップ出場権を獲得した。
2014年に入ってもプレーオフの勢いを維持し、3月の親善試合ではオランダを破った。しかしワールドカップ本大会直前に中心選手リベリーが腰痛によって戦線離脱してしまう。それでも初戦のホンジュラス戦ではベンゼマの2ゴールとオウンゴールによって3-0で勝利。シード国スイスも5-2で破るなど2勝1分でグループリーグを突破。決勝トーナメント1回戦ではナイジェリアを下し準々決勝はドイツとの対戦になったが、これは1986年メキシコ大会以来の国際大会での対戦であった。マッツ・フンメルスのゴールによって0-1で敗れ、1982年と1986年の雪辱を果たすことはできなかった。
1960年大会、1984年大会に次いで3度目のフランスでの自国開催となったUEFA EURO 2016において開催国の特権として予選は免除されたが、2014年9月から2015年10月にかけ、予選開催日には奇数の5チームだったグループIで試合のないチームと親善試合を行っていた。
EURO2016本大会直前に守備の要ラファエル・ヴァランを怪我で欠くことになり守備面で不安を抱えたが、2016年6月10日スタッド・ド・フランスでの開幕戦ではルーマニアに終了間際のゴールで2-1で勝利した。次のアルバニア戦でも終了間際のゴールで2-0と勝利し、第3戦を残してベスト16進出を決めた。第3戦のスイス戦は0-0の引き分けで、グループリーグは2勝1分けの勝点7、首位で通過した。ラウンドオブ16ではアイルランドに2-1、準々決勝ではアイスランドに5-2、準決勝ではドイツに2-0で勝利しワールドカップの雪辱を果たして2000年大会以来3度目、自国開催としては1984年大会以来の2度目の優勝へと勝ち進んでいった。だが決勝では決定機を決められないまま延長戦までもつれこみポルトガルに先制され0-1で敗れ、準優勝に終わった。アントワーヌ・グリーズマンが6得点で大会得点王となった。
2018 FIFAワールドカップの予選ではスウェーデン、オランダと同じ組に入り、7勝2分け1敗の首位で出場権を獲得。本大会ではオーストラリア、ペルー、デンマークと同じ組となり、初戦のオーストラリアには苦しみながらも2-1で競り勝ち、続くペルーにも1-0で勝利。ペルー戦で決勝ゴールを決めたキリアン・エムバペは代表最年少ゴール記録を塗り替えた（19歳183日）。デンマークとはスコアレスドローに終わるも、2勝1分けの首位でグループリーグを突破。決勝トーナメント1回戦ではアルゼンチンに4-3で点の取り合いを制し、準々決勝ではウルグアイに2-0で快勝、準決勝ではベルギーに1-0で競り勝った。12年ぶり3度目となる決勝では20年前の自国開催大会の準決勝で戦ったクロアチアと対戦、4-2で勝利し20年ぶり2度目のワールドカップ優勝を成し遂げた。この試合の4点目を決めたエムバペは、決勝ではブラジルのペレ以来60年ぶり2人目となる10代選手の得点者となった。エムバペは大会ヤングプレーヤー賞を受賞。デシャンはワールドカップではブラジルのマリオ・ザガロ、ドイツのフランツ・ベッケンバウアーに次ぐ史上3人目となる、選手と監督の両方で優勝を成し遂げた。
1年延期されたUEFA EURO 2020ではグループリーグFに入り、第1戦のドイツ戦では勝利するものの、第2戦のハンガリー戦、2016年大会の決勝の再現となった第3戦のポルトガル戦ではともに引き分け、1勝2分けの勝ち点5にとどまったが1位通過となった。しかしラウンドオブ16のスイス戦は延長戦でも決着がつかずPK戦で敗れ、2018 FIFAワールドカップに次ぐ優勝はならなかった。
大会連覇を狙う2022 FIFAワールドカップでは、エンゴロ・カンテやポール・ポグバに加えて大会直前にカリム・ベンゼマとクリストファー・エンクンクも相次いで離脱することになり主力選手を怪我で欠く状態で挑むこととなった。グループステージではオーストラリア、デンマーク、チュニジアと同じグループDに組み分けされ、4カ国のうち3カ国が前回大会と同じ顔ぶれになった。初戦のオーストラリア戦では9分にクレイグ・グッドウィンのゴールで先制点こそ奪われたものの、前半のうちに逆転し最終的に4-1で逆転勝利をした。続くデンマーク戦ではキリアン・エムバペが2得点を挙げ、この大会におけるグループステージを突破した最初のチームとなった。主力選手を温存して挑んだ最終節チュニジア戦では開始から相手の積極的なプレッシャーに苦しみ、相手に何度もチャンスを作られ続けると57分にワフビ・ハズリに先制点を奪われる。それ以降は温存していた主力を次々とピッチに投入していき終了間際にはアントワーヌ・グリーズマンがネットを揺らすも、オフサイドの判定。結局最後まで追いつけないまま0-1で敗れたものの、グループステージを首位で突破した。
決勝トーナメント1回戦では36年ぶりのラウンド16進出を果たしたポーランドと対戦。オリヴィエ・ジルーがフランス代表歴代最多得点記録（52得点）を更新するゴールを挙げ、さらにエムバペもW杯通算9得点目を挙げ、24歳以下の選手としてはペレの8得点を更新する最多得点選手となり3-1で快勝した。
準々決勝のイングランド戦では2度のPKを与えてしまうも2-1で競り勝ち、
準決勝ではアフリカ勢として初のベスト4進出を果たす躍進をしていたモロッコと対戦したが、モロッコの決定機を許さず2-0で勝利して2大会連続での決勝進出を決めた。決勝は、この大会が最後のW杯と公言していたリオネル・メッシ擁するアルゼンチンと対戦。前半にメッシの2ゴールなどでビハインドを負うも、後半にエムバペが2ゴールを決めて試合は延長戦に突入。その延長戦では108分にメッシに3点目となるゴールを決められるも10分後にエムバペがPKを決めて3-3の同点に。エムバペはジェフ・ハースト以来史上2人目となるW杯決勝でハットトリックを達成した。優勝を賭けた最終決戦は3-3のままPK戦に突入。4人全員が成功させたアルゼンチンに対してフランスは2人目のキングスレイ・コマン、3人目のオーレリアン・チュアメニがPKを失敗。最後はアルゼンチンの4人目ゴンサロ・モンティエルに決められたところで試合終了。史上3か国目となるW杯連覇はならなかった。
UEFA EURO 2024では、グループDに組み分けされ、初戦のオーストリア戦には前半38分のオウンゴールで1-0で勝利したが、第2戦のオランダ戦はスコアレスでドロー、第3戦のポーランド戦は56分にキリアン・エムバペのPKで先制するも、79分にPKから同点に追いつかれて2試合連続で引き分けた。それでも裏の試合でオーストリアがオランダを下したため、グループ2位通過が確定した。決勝トーナメントでは1回戦でベルギーに85分にオウンゴールから先制点を奪って勝利し、続く準々決勝でポルトガルに0-0からのPK戦を制して準決勝に進出するも、準決勝でスペインに前半9分にランダル・コロ・ムアニの先制ゴールも前半のうちに逆転を許してそのまま1-2で敗れた。結局今大会で挙げた得点はわずか「4」（そのうち2点はオウンゴール）と大会史上ワースト記録を更新した。

## 成績

### FIFAワールドカップ
| 開催国 / 年 | 成績                 | 試           | 勝           | 分           | 負           | 得           | 失           |
| ----------- | -------------------- | ------------ | ------------ | ------------ | ------------ | ------------ | ------------ |
| 1930年      | グループステージ敗退 | 3            | 1            | 0            | 2            | 4            | 3            |
| 1934年      | 1回戦敗退            | 1            | 0            | 0            | 1            | 2            | 3            |
| 1938年      | ベスト8              | 2            | 1            | 0            | 1            | 4            | 4            |
| 1950年      | 地区予選敗退         | 地区予選敗退 | 地区予選敗退 | 地区予選敗退 | 地区予選敗退 | 地区予選敗退 | 地区予選敗退 |
| 1954年      | グループステージ敗退 | 2            | 1            | 0            | 1            | 3            | 3            |
| 1958年      | 3位                  | 6            | 4            | 0            | 2            | 23           | 15           |
| 1962年      | 地区予選敗退         | 地区予選敗退 | 地区予選敗退 | 地区予選敗退 | 地区予選敗退 | 地区予選敗退 | 地区予選敗退 |
| 1966年      | グループステージ敗退 | 3            | 0            | 1            | 2            | 2            | 5            |
| 1970年      | 地区予選敗退         | 地区予選敗退 | 地区予選敗退 | 地区予選敗退 | 地区予選敗退 | 地区予選敗退 | 地区予選敗退 |
| 1974年      | 地区予選敗退         | 地区予選敗退 | 地区予選敗退 | 地区予選敗退 | 地区予選敗退 | 地区予選敗退 | 地区予選敗退 |
| 1978年      | グループステージ敗退 | 3            | 1            | 0            | 2            | 5            | 5            |
| 1982年      | 4位                  | 7            | 3            | 2            | 2            | 16           | 12           |
| 1986年      | 3位                  | 7            | 4            | 2            | 1            | 12           | 6            |
| 1990年      | 地区予選敗退         | 地区予選敗退 | 地区予選敗退 | 地区予選敗退 | 地区予選敗退 | 地区予選敗退 | 地区予選敗退 |
| 1994年      | 地区予選敗退         | 地区予選敗退 | 地区予選敗退 | 地区予選敗退 | 地区予選敗退 | 地区予選敗退 | 地区予選敗退 |
| 1998年      | 優勝                 | 7            | 6            | 1            | 0            | 15           | 2            |
| 2002年      | グループステージ敗退 | 3            | 0            | 1            | 2            | 0            | 3            |
| 2006年      | 準優勝               | 7            | 4            | 3            | 0            | 9            | 3            |
| 2010年      | グループステージ敗退 | 3            | 0            | 1            | 2            | 1            | 4            |
| 2014年      | ベスト8              | 5            | 3            | 1            | 1            | 10           | 3            |
| 2018年      | 優勝                 | 7            | 6            | 1            | 0            | 14           | 6            |
| 2022年      | 準優勝               | 7            | 5            | 1            | 1            | 16           | 8            |
| 合計        | 出場16回/優勝2回     | 73           | 39           | 14           | 20           | 136          | 85           |

### UEFA欧州選手権
| 開催国 / 年 | 成績                 | 試       | 勝       | 分       | 負       | 得       | 失       |
| ----------- | -------------------- | -------- | -------- | -------- | -------- | -------- | -------- |
| 1960年      | 4位                  | 2        | 0        | 0        | 2        | 4        | 7        |
| 1964年      | 予選敗退             | 予選敗退 | 予選敗退 | 予選敗退 | 予選敗退 | 予選敗退 | 予選敗退 |
| 1968年      | 予選敗退             | 予選敗退 | 予選敗退 | 予選敗退 | 予選敗退 | 予選敗退 | 予選敗退 |
| 1972年      | 予選敗退             | 予選敗退 | 予選敗退 | 予選敗退 | 予選敗退 | 予選敗退 | 予選敗退 |
| 1976年      | 予選敗退             | 予選敗退 | 予選敗退 | 予選敗退 | 予選敗退 | 予選敗退 | 予選敗退 |
| 1980年      | 予選敗退             | 予選敗退 | 予選敗退 | 予選敗退 | 予選敗退 | 予選敗退 | 予選敗退 |
| 1984年      | 優勝                 | 5        | 5        | 0        | 0        | 14       | 4        |
| 1988年      | 予選敗退             | 予選敗退 | 予選敗退 | 予選敗退 | 予選敗退 | 予選敗退 | 予選敗退 |
| 1992年      | グループステージ敗退 | 3        | 0        | 2        | 1        | 2        | 3        |
| 1996年      | ベスト4              | 5        | 2        | 3        | 0        | 5        | 2        |
| 2000年      | 優勝                 | 6        | 5        | 0        | 1        | 13       | 7        |
| 2004年      | ベスト8              | 4        | 2        | 1        | 1        | 7        | 5        |
| 2008年      | グループステージ敗退 | 3        | 0        | 1        | 2        | 1        | 6        |
| 2012年      | ベスト8              | 4        | 1        | 1        | 2        | 3        | 5        |
| 2016年      | 準優勝               | 7        | 5        | 1        | 1        | 13       | 5        |
| 2021年      | ベスト16             | 4        | 1        | 3        | 0        | 7        | 6        |
| 2024年      | ベスト4              | 6        | 2        | 3        | 1        | 4        | 3        |
| 合計        | 出場11回/優勝2回     | 49       | 23       | 15       | 11       | 73       | 53       |

### FIFAコンフェデレーションズカップ
- 1999年 - 出場辞退
- 2001年 - 優勝
- 2003年 - 優勝（開催国）

## 歴代監督
2023年9月12日時点（試合数、勝敗数）
| 名前                   | 期間            | 試合数 | 勝 | 分 | 敗 | 備考                                                            |
| ---------------------- | --------------- | ------ | -- | -- | -- | --------------------------------------------------------------- |
| フレッド・ペントランド | 1920年          | 2      | 1  | 0  | 1  | アントワープオリンピックのみの指揮                              |
| ガストン・バロー       | 1936年 - 1945年 | 124    | 39 | 13 | 72 |                                                                 |
| ガブリエル・アノ       | 1945年 - 1949年 | 21     | 10 | 2  | 9  |                                                                 |
| ポール・バロン         | 1949年 - 1953年 | 30     | 13 | 7  | 10 |                                                                 |
| ピエール・ピバロ       | 1953年 - 1954年 | 4      | 1  | 1  | 2  |                                                                 |
| ジュール・ビゴー       | 1954年 - 1956年 | 11     | 5  | 3  | 3  |                                                                 |
| アルベール・バトー     | 1956年 - 1960年 | 36     | 18 | 9  | 9  |                                                                 |
| アンリ・ゲラン         | 1960年 - 1964年 | 22     | 4  | 6  | 12 |                                                                 |
| ホセ・アリバス         | 1962年 - 1966年 | 15     | 5  | 4  | 6  |                                                                 |
| ジャン・スネラ         | 1966年          | 4      | 2  | 0  | 2  |                                                                 |
| ジュスト・フォンテーヌ | 1967年          | 2      | 0  | 0  | 2  |                                                                 |
| ルイ・デュゴーグ       | 1967年 - 1968年 | 9      | 2  | 3  | 4  |                                                                 |
| ジョルジュ・ブローニュ | 1969年 - 1973年 | 31     | 15 | 5  | 11 |                                                                 |
| シュテファン・コヴァチ | 1973年 - 1975年 | 15     | 6  | 4  | 5  |                                                                 |
| ミシェル・イダルゴ     | 1975年 - 1984年 | 75     | 41 | 16 | 18 | UEFA欧州選手権1984優勝                                          |
| アンリ・ミシェル       | 1984年 - 1988年 | 36     | 16 | 12 | 8  |                                                                 |
| ミシェル・プラティニ   | 1988年 - 1992年 | 29     | 16 | 8  | 5  |                                                                 |
| ジェラール・ウリエ     | 1992年 - 1993年 | 12     | 7  | 1  | 4  |                                                                 |
| エメ・ジャケ           | 1994年 - 1998年 | 53     | 34 | 16 | 3  | 1998 FIFAワールドカップ優勝                                     |
| ロジェ・ルメール       | 1998年 - 2002年 | 53     | 34 | 11 | 8  | UEFA欧州選手権2000優勝 FIFAコンフェデレーションズカップ2001優勝 |
| ジャック・サンティニ   | 2002年 - 2004年 | 28     | 22 | 4  | 2  | FIFAコンフェデレーションズカップ2003優勝                        |
| レイモン・ドメネク     | 2004年 - 2010年 | 79     | 41 | 24 | 14 |                                                                 |
| ローラン・ブラン       | 2010年 - 2012年 | 27     | 16 | 7  | 4  |                                                                 |
| ディディエ・デシャン   | 2012年 -        | 145    | 94 | 28 | 23 | 2018 FIFAワールドカップ優勝 UEFAネーションズリーグ2020-21優勝   |

## 歴代選手
| - アレックス・テポ - ドミニク・バラテリ - ジャン＝リュック・エトリ - ジョエル・バツ - ブルーノ・マルティニ - ベルナール・ラマ - ファビアン・バルテズ - ユルリク・ラメ - グレゴリー・クーペ - ミカエル・ランドロー - ウーゴ・ロリス - スティーヴ・マンダンダ - マイク・メニャン | - エティエンヌ・マトレ - ガブリエル・アノ - ロベール・ジョンケ - ジャン・ジョルカエフ - ベルナール・ボスキエ - マリユス・トレゾール - ジェラール・ジャンビオン - クリスチャン・ロペズ - マキシム・ボッシ - パトリック・バチストン - マニュエル・アモロス - ベルナール・カゾニ - バジール・ボリ - ジョスリン・アングロマ - ローラン・ブラン - フランク・ルブーフ - マルセル・デサイー - ビセンテ・リザラズ - リリアン・テュラム - ヴァンサン・カンデラ - ウィリー・サニョル - ミカエル・シルヴェストル - ウィリアム・ギャラス - エリック・アビダル - パトリス・エヴラ - バカリ・サニャ - ラファエル・ヴァラン - リュカ・エルナンデス - テオ・エルナンデス - ベンジャマン・パヴァール - プレスネル・キンペンベ | - リュシアン・ローラン - レイモン・コパ - ルシアン・ミュラー - アンリ・ミシェル - アラン・ジレス - ミシェル・プラティニ - ジャン・ティガナ - ベルナール・ジャンジニ - ルイス・フェルナンデス - フランク・ソゼー - ダヴィド・ジノラ - ユーリ・ジョルカエフ - ディディエ・デシャン - エマニュエル・プティ - アラン・ボゴシアン - クリスティアン・カランブー - ジネディーヌ・ジダン - パトリック・ヴィエラ - クロード・マケレレ - ジョアン・ミクー - ロベール・ピレス - フローラン・マルダ - フランク・リベリー - ジェレミー・トゥララン - ブレーズ・マテュイディ - ポール・ポグバ - エンゴロ・カンテ | - ジャン・ニコラ - ロジェ・ピアントニ - ジュスト・フォンテーヌ - ジャン・ヴァンサン - イヴォン・ドゥイス - ベルナール・ラコンブ - ドミニク・ロシュトー - ディディエ・シクス - ブルーノ・ベロン - ジャン＝ピエール・パパン - エリック・カントナ - パトリス・ロコ - ステファヌ・ギヴァルシュ - クリストフ・デュガリー - シルヴァン・ヴィルトール - ティエリ・アンリ - ダビド・トレゼゲ - ルイ・サハ - ニコラ・アネルカ - シドニー・ゴブ - ジブリル・シセ - カリム・ベンゼマ - アントワーヌ・グリーズマン - オリヴィエ・ジルー - キリアン・エムバペ |

## 現招集メンバー
2022年9月、UEFAネーションズリーグのオーストリア戦とデンマーク戦に招集されたメンバー。
| No. | Pos. | 選手名                     | 生年月日（年齢）       | 出場数 | ゴール | 在籍クラブ                   |
| --- | ---- | -------------------------- | ---------------------- | ------ | ------ | ---------------------------- |
| 1   | GK   | アルバン・ラフォン         | 1999年1月23日（26歳）  | 0      | 0      | ナント                       |
| 2   | DF   | ベンジャマン・パヴァール   | 1996年3月28日（29歳）  | 45     | 2      | バイエルン・ミュンヘン       |
| 3   | DF   | ウィリアン・サリバ         | 2001年3月24日（24歳）  | 5      | 0      | アーセナル                   |
| 4   | DF   | ラファエル・ヴァラン       | 1993年4月25日（32歳）  | 86     | 5      | マンチェスター・ユナイテッド |
| 5   | DF   | ジュール・クンデ           | 1998年11月12日（26歳） | 11     | 0      | バルセロナ                   |
| 6   | MF   | エドゥアルド・カマヴィンガ | 2002年11月10日（22歳） | 3      | 1      | レアル・マドリード           |
| 7   | FW   | アントワーヌ・グリーズマン | 1991年3月21日（34歳）  | 108    | 42     | アトレティコ・マドリード     |
| 8   | MF   | オーレリアン・チュアメニ   | 2000年1月27日（25歳）  | 12     | 1      | レアル・マドリード           |
| 9   | FW   | オリヴィエ・ジルー         | 1986年9月30日（38歳）  | 112    | 48     | ミラン                       |
| 10  | FW   | キリアン・エムバペ         | 1998年12月20日（26歳） | 57     | 27     | パリ・サンジェルマン         |
| 11  | FW   | ウスマン・デンベレ         | 1997年5月15日（28歳）  | 27     | 4      | バルセロナ                   |
| 12  | FW   | クリストファー・エンクンク | 1997年11月14日（27歳） | 6      | 0      | ライプツィヒ                 |
| 13  | DF   | ダヨ・ウパメカノ           | 1998年10月27日（26歳） | 6      | 1      | バイエルン・ミュンヘン       |
| 14  | MF   | マテオ・ゲンドゥージ       | 1999年4月14日（26歳）  | 6      | 1      | マルセイユ                   |
| 15  | DF   | ジョナタン・クラウス       | 1992年9月25日（32歳）  | 4      | 0      | マルセイユ                   |
| 16  | GK   | マイク・メニャン           | 1995年7月3日（30歳）   | 4      | 0      | ミラン                       |
| 17  | MF   | ジョルダン・ヴェレトゥ     | 1993年3月1日（32歳）   | 5      | 0      | マルセイユ                   |
| 18  | DF   | ブノワ・バジアシーレ       | 2001年3月26日（24歳）  | 0      | 0      | モナコ                       |
| 19  | MF   | ユスフ・フォファナ         | 1999年1月10日（26歳）  | 0      | 0      | モナコ                       |
| 20  | FW   | ランダル・コロ・ムアニ     | 1998年12月5日（26歳）  | 0      | 0      | フランクフルト               |
| 21  | DF   | フェルランド・メンディ     | 1995年6月8日（30歳）   | 7      | 0      | レアル・マドリード           |
| 22  | DF   | アドリアン・トリュフェ     | 2001年1月20日（24歳）  | 0      | 0      | レンヌ                       |
| 23  | GK   | アルフォンス・アレオラ     | 1993年2月27日（32歳）  | 3      | 0      | ウェストハム・ユナイテッド   |

## 歴代記録

### 出場数ランキング
2025年7月9日時点
| 順位 | 名前                       | 出場 | 期間            |
| ---- | -------------------------- | ---- | --------------- |
| 1    | ウーゴ・ロリス             | 145  | 2007年 - 2022年 |
| 2    | リリアン・テュラム         | 142  | 1994年 - 2008年 |
| 3    | オリヴィエ・ジルー         | 137  | 2007年 - 2024年 |
| 3    | アントワーヌ・グリーズマン | 137  | 2014年 - 2024年 |
| 5    | ティエリ・アンリ           | 123  | 1997年 - 2010年 |
| 6    | マルセル・デサイー         | 116  | 1993年 - 2004年 |
| 7    | ジネディーヌ・ジダン       | 108  | 1994年 - 2006年 |
| 8    | パトリック・ヴィエラ       | 107  | 1997年 - 2009年 |
| 9    | ディディエ・デシャン       | 103  | 1989年 - 2000年 |
| 10   | ビセンテ・リザラズ         | 97   | 1992年 - 2004年 |
| 10   | ローラン・ブラン           | 97   | 1989年 - 2000年 |
| 10   | カリム・ベンゼマ           | 97   | 2007年 - 2022年 |

### 得点数ランキング
2025年7月9日時点
| 順位 | 名前                       | 得点 | 出場 | 期間            |
| ---- | -------------------------- | ---- | ---- | --------------- |
| 1    | オリヴィエ・ジルー         | 57   | 137  | 2011年 - 2024年 |
| 2    | ティエリ・アンリ           | 51   | 123  | 1997年 - 2010年 |
| 3    | キリアン・エムバペ         | 50   | 90   | 2017年 -        |
| 4    | アントワーヌ・グリーズマン | 44   | 137  | 2014年 - 2024年 |
| 5    | ミシェル・プラティニ       | 41   | 72   | 1976年 - 1986年 |
| 6    | カリム・ベンゼマ           | 37   | 97   | 2007年 - 2022年 |
| 7    | ダビド・トレゼゲ           | 34   | 71   | 1998年 - 2008年 |
| 8    | ジネディーヌ・ジダン       | 31   | 108  | 1994年 - 2006年 |
| 9    | ジュスト・フォンテーヌ     | 30   | 21   | 1953年 - 1960年 |
| 9    | ジャン＝ピエール・パパン   | 30   | 54   | 1986年 - 1997年 |